# Sungai Ceper
Sungai Ceper is een bestuurslaag in het regentschap Ogan Komering Ilir van de provincie Zuid-Sumatra, Indonesië. Sungai Ceper telt 3841 inwoners (volkstelling 2010).